# Stamboom Frederik IX van Denemarken
Dit is de stamboom van Frederik IX van Denemarken (1899–1972).
| Stamboom Alexandrine Augusta van Mecklenburg-Schwerin (1879-1952)           | Stamboom Alexandrine Augusta van Mecklenburg-Schwerin (1879-1952)                                | Stamboom Alexandrine Augusta van Mecklenburg-Schwerin (1879-1952)                                | Stamboom Alexandrine Augusta van Mecklenburg-Schwerin (1879-1952)                                | Stamboom Alexandrine Augusta van Mecklenburg-Schwerin (1879-1952)                                | Stamboom Alexandrine Augusta van Mecklenburg-Schwerin (1879-1952)                                | Stamboom Alexandrine Augusta van Mecklenburg-Schwerin (1879-1952)                                | Stamboom Alexandrine Augusta van Mecklenburg-Schwerin (1879-1952)                                            | Stamboom Alexandrine Augusta van Mecklenburg-Schwerin (1879-1952)                                            | Stamboom Alexandrine Augusta van Mecklenburg-Schwerin (1879-1952)                                            | Stamboom Alexandrine Augusta van Mecklenburg-Schwerin (1879-1952)                                            | Stamboom Alexandrine Augusta van Mecklenburg-Schwerin (1879-1952)                                            | Stamboom Alexandrine Augusta van Mecklenburg-Schwerin (1879-1952)                                            |
| --------------------------------------------------------------------------- | ------------------------------------------------------------------------------------------------ | ------------------------------------------------------------------------------------------------ | ------------------------------------------------------------------------------------------------ | ------------------------------------------------------------------------------------------------ | ------------------------------------------------------------------------------------------------ | ------------------------------------------------------------------------------------------------ | --- | --- | --- | --- | --- | --- |
| Overgrootouders                                                             | Christiaan IX van Denemarken (1818-1906) x 1842 Louise van Hessen-Kassel (1817-1898)             | Christiaan IX van Denemarken (1818-1906) x 1842 Louise van Hessen-Kassel (1817-1898)             | Christiaan IX van Denemarken (1818-1906) x 1842 Louise van Hessen-Kassel (1817-1898)             | Karel XV van Zweden (1826-1872) x 1850 Louise van Oranje-Nassau (1828-1871)                      | Karel XV van Zweden (1826-1872) x 1850 Louise van Oranje-Nassau (1828-1871)                      | Karel XV van Zweden (1826-1872) x 1850 Louise van Oranje-Nassau (1828-1871)                      | Frederik Frans II van Mecklenburg-Schwerin (1823-1883) x 1849 Anastasia Michailovna                          | Frederik Frans II van Mecklenburg-Schwerin (1823-1883) x 1849 Anastasia Michailovna                          | Frederik Frans II van Mecklenburg-Schwerin (1823-1883) x 1849 Anastasia Michailovna                          | Michaël Nikolajevitsj van Rusland (1832-1909) x 1857 Cecilia van Baden (1839-1891)                           | Michaël Nikolajevitsj van Rusland (1832-1909) x 1857 Cecilia van Baden (1839-1891)                           | Michaël Nikolajevitsj van Rusland (1832-1909) x 1857 Cecilia van Baden (1839-1891)                           |
| Grootouders                                                                 | Frederik VIII van Denemarken (1843-1912) x 1869 Louise Bernadotte (1851-1926)                    | Frederik VIII van Denemarken (1843-1912) x 1869 Louise Bernadotte (1851-1926)                    | Frederik VIII van Denemarken (1843-1912) x 1869 Louise Bernadotte (1851-1926)                    | Frederik VIII van Denemarken (1843-1912) x 1869 Louise Bernadotte (1851-1926)                    | Frederik VIII van Denemarken (1843-1912) x 1869 Louise Bernadotte (1851-1926)                    | Frederik VIII van Denemarken (1843-1912) x 1869 Louise Bernadotte (1851-1926)                    | Frederik Frans III van Mecklenburg-Schwerin (1851-1897) x 1879 Anastasia Michajlovna van Rusland (1860-1922) | Frederik Frans III van Mecklenburg-Schwerin (1851-1897) x 1879 Anastasia Michajlovna van Rusland (1860-1922) | Frederik Frans III van Mecklenburg-Schwerin (1851-1897) x 1879 Anastasia Michajlovna van Rusland (1860-1922) | Frederik Frans III van Mecklenburg-Schwerin (1851-1897) x 1879 Anastasia Michajlovna van Rusland (1860-1922) | Frederik Frans III van Mecklenburg-Schwerin (1851-1897) x 1879 Anastasia Michajlovna van Rusland (1860-1922) | Frederik Frans III van Mecklenburg-Schwerin (1851-1897) x 1879 Anastasia Michajlovna van Rusland (1860-1922) |
| Ouders                                                                      | Christiaan X (1870-1947) x1898 Stamboom Alexandrine Augusta van Mecklenburg-Schwerin (1879-1952) | Christiaan X (1870-1947) x1898 Stamboom Alexandrine Augusta van Mecklenburg-Schwerin (1879-1952) | Christiaan X (1870-1947) x1898 Stamboom Alexandrine Augusta van Mecklenburg-Schwerin (1879-1952) | Christiaan X (1870-1947) x1898 Stamboom Alexandrine Augusta van Mecklenburg-Schwerin (1879-1952) | Christiaan X (1870-1947) x1898 Stamboom Alexandrine Augusta van Mecklenburg-Schwerin (1879-1952) | Christiaan X (1870-1947) x1898 Stamboom Alexandrine Augusta van Mecklenburg-Schwerin (1879-1952) | Christiaan X (1870-1947) x1898 Stamboom Alexandrine Augusta van Mecklenburg-Schwerin (1879-1952)             | Christiaan X (1870-1947) x1898 Stamboom Alexandrine Augusta van Mecklenburg-Schwerin (1879-1952)             | Christiaan X (1870-1947) x1898 Stamboom Alexandrine Augusta van Mecklenburg-Schwerin (1879-1952)             | Christiaan X (1870-1947) x1898 Stamboom Alexandrine Augusta van Mecklenburg-Schwerin (1879-1952)             | Christiaan X (1870-1947) x1898 Stamboom Alexandrine Augusta van Mecklenburg-Schwerin (1879-1952)             | Christiaan X (1870-1947) x1898 Stamboom Alexandrine Augusta van Mecklenburg-Schwerin (1879-1952)             |
| Frederik IX van Denemarken (1899–1972) x 1935 Ingrid van Zweden (1910-2000) |                                                                                                  |                                                                                                  |                                                                                                  |                                                                                                  |                                                                                                  |                                                                                                  | | | | | | |
| Kinderen                                                                    | Margrethe II (1940) x 1967 Henri de Laborde de Monpezat (1934)                                   | Margrethe II (1940) x 1967 Henri de Laborde de Monpezat (1934)                                   | Margrethe II (1940) x 1967 Henri de Laborde de Monpezat (1934)                                   | Benedikte (1944) x 1968 Richard zu Sayn-Wittgenstein-Berleburg (1934)                            | Benedikte (1944) x 1968 Richard zu Sayn-Wittgenstein-Berleburg (1934)                            | Benedikte (1944) x 1968 Richard zu Sayn-Wittgenstein-Berleburg (1934)                            | Anne Marie (1946) x 1964 Constantijn II (1940)                                                               | Anne Marie (1946) x 1964 Constantijn II (1940)                                                               | Anne Marie (1946) x 1964 Constantijn II (1940)                                                               | Anne Marie (1946) x 1964 Constantijn II (1940)                                                               | Anne Marie (1946) x 1964 Constantijn II (1940)                                                               | |
| Kleinkinderen                                                               | Frederik (1968) x 2004 Mary Donaldson (1972)                                                     | Joachim (1969)                                                                                   | Joachim (1969)                                                                                   | Gustav (1969)                                                                                    | Alexandra (1970) x 1998 Jefferson-Friedrich van Pfeil en Klein-Ellguth (1967)                    | Nathalie (1975) x 2010 Alexander Johannsmann (1977)                                              | Alexia (1965) x 1999 Carlos Morales Quintana (1970)                                                          | Paul (1967) x 1999 Marie-Chantal Miller (1968)                                                               | Nikolaos (1969) x 2010 Tatiana Blatnik (1980)                                                                | Theodora (1983)                                                                                              | Philippos (1986)                                                                                             | |
| Kleinkinderen                                                               | Frederik (1968) x 2004 Mary Donaldson (1972)                                                     | x 1995 Alexandra Christina Manley (1964)                                                         | x 2008 Marie Cavallier (1976)                                                                    | Gustav (1969)                                                                                    | Alexandra (1970) x 1998 Jefferson-Friedrich van Pfeil en Klein-Ellguth (1967)                    | Nathalie (1975) x 2010 Alexander Johannsmann (1977)                                              | Alexia (1965) x 1999 Carlos Morales Quintana (1970)                                                          | Paul (1967) x 1999 Marie-Chantal Miller (1968)                                                               | Nikolaos (1969) x 2010 Tatiana Blatnik (1980)                                                                | Theodora (1983)                                                                                              | Philippos (1986)                                                                                             | |
| Achterkleinkinderen                                                         | Christian (2005) Isabella (2007) Vincent (2011) Josephine (2011)                                 | Nicolai (1999) Felix (2002)                                                                      | Henrik (2009) Athena (2012)                                                                      | -                                                                                                | Friedrich (1999) Ingrid (2003)                                                                   | Konstantin (2010)                                                                                | Arrietta (2002) Ana Maria (2003) Carlos Morales y de Grecia (2005) Amelia (2007)                             | Maria (1996) Constantijn (1998) Achilleas (2000) Odysseas (2004) Aristidis (2008)                            | - | - | - | |